# Privodino
Privodino (rusky Приводино) je sídlo městského typu v Kotlaském okrese Archangelské oblasti v evropské části Ruska. Nachází se na levém břehu slepého ramene Severní Dviny při soutoku s řekou Jarou asi 23 km od Kotlasu. Žije zde 3 161 obyvatel (2021).

## Geografie
Privodino se nachází v zátoce levého břehu Severní při soutoku s Jarou, asi 490 km jihovýchodně od oblastního města Archangelsk. Nejbližším městem je Krasavino, asi 13 km jižně od Privodina. Okresní město Kotlas je asi 23 km severně od Privodina. 

## Historie
Osada je poprvé zmíněna v roce 1726, kdy vznikla poblíž Nikolajevského mužského kláštera. Vzhledem ke své poloze v zátoce Severní Dviny sloužila osada od konce 19. století jako zimní skladiště a místo pro opravu říčních lodí. Po říjnové revoluci v roce 1917 zde vznikaly nové opravárenské dílny a byla rozšiřována kotviště státních říčních lodí. V roce 1925 zde vznikla státní společnost Severoles, která si zde zřídila hlavní opravárenskou základnu pro lodě.
V roce 1941 získalo Privodino status sídla městského typu. Během druhé světové války zahynulo více než 500 vojáků původem z Privodina. V poválečných letech se osada rychle rozrůstala díky rozšiřování základny pro opravu lodí. Koncem 60. let 20. století byl v osadě vybudován plynovod.
V roce 1967 vznikl v Privodinu největší kolchoz v Archangelské oblasti, pojmenován byl po Karlu Marxovi.
V roce 1994 zkrachovala opravárenská základna říčních lodí v Privodinu. Z budov jsou jen kamenné ruiny a doky chátrají.

## Podnebí
Privodino má mírné kontinentální klima. Zimy jsou zde dlouhé a studené. Průměrná teplota v lednu je -13,2 stupňů. Léta jsou zde chladná a krátká. Průměrná teplota v červenci je +17,5 stupňů.